# Ivan Bošnjak
Ivan Bošnjak [ˈiʋan ˈbɔʃɲak] (* 6. Februar 1979 in Vinkovci, SR Kroatien, SFR Jugoslawien) ist ein ehemaliger kroatischer Fußballspieler.

## Karriere
Bošnjak begann seine Karriere in der Saison 1996/97 beim kroatischen Erstligisten Cibalia Vinkovci. Im Jahr 2000 wechselte er zum Ligakonkurrenten Hajduk Split, mit dem er 2001 kroatischer Meister wurde. Von 2002 bis 2003 stand er beim libyschen Verein al-Ittihad aus Tripolis unter Vertrag, ohne jedoch ein Ligaspiel bestritten zu haben. Seine erfolgreichste Zeit als Vereinsspieler hatte Bošnjak zwischen 2003 und 2006 bei Dinamo Zagreb, wo er in der Saison 2005/06 mit 22 Toren Torschützenkönig der Liga wurde und mit seinem Verein 2004 den kroatischen Fußballpokal und 2006 erneut die kroatische Meisterschaft gewann. Seine Leistungen in Zagreb konnte er in den kommenden drei Jahren beim belgischen Erstligisten KRC Genk,  mit dem er 2009 belgischer Pokalsieger wurde, nicht bestätigen. In der Saison 2009/10 spielte er beim griechischen Erstligisten Iraklis Thessaloniki. 2011 wechselte Bošnjak zu Chongqing Lifan in die zweite chinesische Liga. 2012 kehrte er noch einmal für wenige Monate in die kroatische Liga zum HNK Rijeka zurück, bevor er seine Karriere nach zwei kurzen Engagements bei den indonesischen Erstligavereinen Brunei DPMM FC  und Persija Jakarta im Jahr 2014 beendete.
Bošnjak bestritt zwischen 2000 und 2006 14 Spiele für die kroatische Fußballnationalmannschaft, in denen ihm ein Tor gelang. Er nahm auch an der Weltmeisterschaft 2006 teil.